# سد باگره
سد باگره (به لاتین: Bagre Dam) یک سد و نیروگاه برقابی در بورکینافاسو است که در Bagré Village واقع شده‌است.